# Alaimella truncata
Alaimella truncata är en rundmaskart som beskrevs av Nathan Augustus Cobb 1920. Alaimella truncata ingår i släktet Alaimella och familjen Leptolaimidae. Inga underarter finns listade i Catalogue of Life.